# Годев, Пётр
Пётр Иванов Годев (7 июня 1969, София) — болгарский гребец-байдарочник, выступал за сборную Болгарии в конце 1980-х — начале 1990-х годов. Участник двух летних Олимпийских игр, бронзовый призёр чемпионата мира, многократный победитель и призёр первенств национального значения.

## Биография
Пётр Годев родился 7 июня 1969 года в Софии. Активно заниматься греблей начал в раннем детстве, проходил подготовку в столичном спортивном клубе «Левски».
Первого серьёзного успеха на взрослом международном уровне добился в 1988 году, когда попал в основной состав болгарской национальной сборной и благодаря череде удачных выступлений удостоился права защищать честь страны на летних Олимпийских играх в Сеуле — с четырёхместным экипажем, куда также вошли гребцы Николай Йорданов, Иван Маринов и Борислав Цветков, на дистанции 1000 метров дошёл до стадии полуфиналов, где финишировал четвёртым.
После Олимпиады Годев остался в основном составе гребной команды Болгарии и продолжил принимать участие в крупнейших международных регатах. Так, в 1989 году он побывал на домашнем чемпионате мира в Пловдиве, откуда привёз награду бронзового достоинства, выигранную в зачёте четырёхместных байдарок с Николаем Йордановым, Иваном Мариновым и Андрианом Душевым на дистанции 500 метров — лучше финишировали только экипажи из СССР и ФРГ. Будучи одним из лидеров болгарской команды, благополучно прошёл квалификацию на Олимпийские игры в Барселоне — в двойках на пятистах метрах вместе с Милко Казановым не смог пройти отбор в полуфиналы, тогда как в четвёрках на тысяче метрах дошёл до финала и занял в решающем заезде восьмое место. Вскоре по окончании этих соревнований принял решение завершить спортивную карьеру, уступив место в сборной молодым болгарским гребцам.